# Сенегал на Паралимпийских играх
Сенегал на Паралимпийских играх впервые принял участие в 2004 году на летних Играх в Афинах. На зимних Играх делегация Сенегала участия пока не принимала. Медалей на Играх спортсмены Сенегала пока не завоевали.